# Mariano Martinez
Pour les articles homonymes, voir Mario Martinez et Martinez.
Mariano Martínez, né le 20 septembre 1948 à Burgos, est un coureur cycliste espagnol, naturalisé français en 1963.

## Biographie

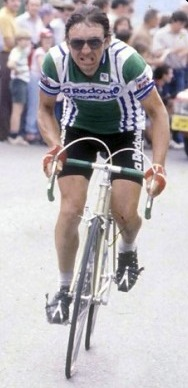
Mariano Martinez lors du Tour de France 1980.

Espagnol naturalisé français en décembre 1963, il est le père de deux autres coureurs cyclistes, Miguel Martinez et Yannick Martinez ainsi que le grand-père de Lenny Martinez. Il est le frère de Martin Martinez. Il est professionnel de 1971 à 1982.
Découvert par Jean de Gribaldy, il devient très vite un excellent équipier de Joaquim Agostinho. Il est vainqueur du Grand Prix de la montagne du Tour de France en 1978. Cette année-là, il est également sacré meilleur grimpeur sur le Critérium du Dauphiné, sur le Midi Libre, sur le Tour du Tarn et sur le Tour de Suisse (où il s'adjuge aussi le classement par points). Il gagne deux étapes sur le Tour de France en 1978 et 1980.

## Palmarès

### Palmarès année par année
- Amateur
  - 1963-1970 : environ 100 victoires (route et cyclo-cross)
- 1965
  - Premier Pas Dunlop
- 1968
  - Champion de Bourgogne de poursuite
  - 4e étape de la Route de France
  - 3e de la Route de France
  - 3e du Grand Prix des Foires d'Orval
- 1969
  - Champion de Bourgogne de poursuite
  - 4e étape de la Route de France
  - Circuit de l'Auxois
  - 2e du Grand Prix des Foires d'Orval
- 1970
  - 2e étape du Circuit de Côte d'Or
  - Tour Nivernais Morvan :
    - Classement général
    - 2e, 3e et 6e étapes

  - Circuit de l'Auxois
- 1972
  - Champion de Bourgogne de cyclo-cross
  - Grand Prix de Fribourg
  - 2e de la Grand Prix de Montauroux
  - 2e de la Promotion Pernod
  - 4e du Tour de Romandie
  - 4e du Critérium du Dauphiné libéré
  - 6e du Tour de France
- 1973
  - 3e du Grand Prix du Midi libre
  - 4e du Tour de Romandie
- 1974
  - 4e étape du Grand Prix du Midi libre
  -  Médaillé de bronze du championnat du monde sur route
  - 6e de Paris-Nice
  - 8e du Tour de France
  - 9e du Critérium du Dauphiné libéré
- 1975
  - 3e du Grand Prix d'Aix-en-Provence
  - 3e de la course de côte du mont Chauve
- 1976
  - Champion de Bourgogne de cyclo-cross
- 1977
  - Champion de Bourgogne de cyclo-cross
  - 5e étape de l'Étoile de Bessèges
  - 1re étape (a) de la Semaine catalane (contre-la-montre par équipes)
  - 2e du championnat de France de demi-fond
  - 2e du Circuit du Cher
  - 3e du Grand Prix d'Antibes
- 1978
  - 1re étape (a) du Tour du Vaucluse
  - 1re étape du Circuit de la Sarthe
  - Tour de France :
    -  Grand Prix de la montagne
    - 11e étape

  - 4e étape du Tour du Limousin
  - 2e du Tour du Vaucluse
  - 2e du Critérium du Dauphiné libéré
  - 3e du Circuit de la Sarthe
  - 4e du Tour de Romandie
  - 6e du Tour de Suisse
  - 10e du Tour de France
- 1979
  - 3e du championnat de France sur route
  - 6e du Grand Prix du Midi libre
  - 10e du Critérium du Dauphiné libéré
- 1980
  - 3e étape (a) du Tour du Limousin
  - 17e étape du Tour de France
- 1981
  - 2e étape du Grand Prix du Midi libre
  - 2e de la Subida a Arrate
- 1983
  - Varennes-Vauzelles
  - Prix de La Charité-sur-Loire
  - 2e du Prix des Vins Nouveaux
- 1984
  - 2e du Grand Prix de Châtel-Guyon
- 1985
  - Circuit du Cantal
  - Circuit de l'Auxois
  - Prix des Vins Nouveaux
  - 2e du Circuit des Quatre Cantons
  - 2e du Grand Prix de Cours-la-Ville
  - 3e du Circuit des Monts du Livradois
  - 3e du Grand Prix de la Trinité
- 1986
  - Circuit des Monts du Livradois
  - Grand Prix de Villapourçon
  - Prix des Vins Nouveaux
  - Grand Prix des Foires d'Orval
- 1987
  - Circuit boussaquin
  - Trophée des Monts Dore
  - Prix Albert-Gagnet
  - 2e du Grand Prix de Villapourçon
  - 3e du Circuit des Monts du Livradois
- 1988
  - 3e du Circuit boussaquin
  - 3e du Prix Albert-Gagnet
- 1989
  -  Champion de France des vétérans
- 1991
  - 2e de La Durtorccha
  - 3e du Prix de La Charité-sur-Loire
- 1992
  -  Champion de France des vétérans
- 1993
  - 3e de La Durtorccha

### Résultats sur les grands tours

#### Tour de France
10 participations
- 1971 : 31e
- 1972 : 6e
- 1973 : 12e
- 1974 : 8e
- 1975 : 14e
- 1976 : 42e
- 1978 : 10e, vainqueur du  classement de la montagne et de la 11e étape
- 1979 : 16e
- 1980 : 32e, vainqueur de la 17e étape
- 1981 : 15e

#### Tour d'Italie
1 participation
- 1977 : 27e

#### Tour d'Espagne
1 participation
- 1977 : 41e